# Ghostdini: Wizard of Poetry in Emerald City
Ghostdini: Wizard of Poetry in Emerald City è l'ottavo album solista del rapper Ghostface Killah del gruppo Wu Tang Clan. L'album ha avuto critiche positive e ha venduto 43 618 copie solo negli Stati Uniti.

## Tracce
1. Not Your Average Girl (featuring Shareefa) - 3:48
2. Do Over (featuring Raheem "Radio" DeVaughn) - 4:35
3. Baby (featuring Raheem "Radio" DeVaughn) - 4:12
4. Lonely (featuring Jack Knight) - 4:34
5. Stapleton Sex - 2:33
6. Stay - 2:56
7. Paragraphs of Love (featuring Vaughn Anthony & Estelle) - 3:53
8. Guest House (featuring Fabolous & Shareefa) - 4:29
9. Let's Stop Playin' (featuring John Legend) - 4:23
10. Forever - 3:41
11. I'll Be That (featuring Adrienne Bailon) - 4:09
12. Goner (featuring Lloyd) - 4:54
13. She's a Killah (featuring Ron Browz) - 4:03
14. Back Like That(Remix) (featuring Kanye West & Ne-Yo)